# Zero Motivation
Pour plus de détails, voir Fiche technique et Distribution.
Zero Motivation (en hébreu : אפס ביחסי אנוש, Efes beyahasei enosh) est un film israélien écrit et réalisé par Talya Lavie et sorti en 2014.
Il remporte le prix du meilleur film au festival du film de Tribeca 2014 et a été nommé douze fois aux Ophirs du cinéma. Le film a eu un grand succès en Israël, où il a fait plus de 590 000 entrées, et est devenu l'un des films israéliens les plus populaires de l'année 2014.

## Synopsis
Un groupe de jeunes filles font leur service militaire au service des ressources humaines de l'armée israélienne dans une base située au milieu du désert. Loin des combats, il s'agit plutôt pour elles de savoir qui est la meilleure au Démineur, et de tout faire pour passer le temps avant de retourner enfin à la vie civile.

## Fiche technique
- Titre : Zero Motivation
- Titre original : Efes beyahasei enosh / אפס ביחסי אנוש
- Réalisation : Talya Lavie
- Scénario : Talya Lavie
- Photographie : Yaron Scharf
- Montage : Arik Leibovitch
- Production : Eilon Ratzkovsky
- Musique : Ran Bagno
- Pays de production : Israël
- Genre : Comédie dramatique
- Langue : hébreu
- Durée : 90 minutes
- Dates de sortie :
  - États-Unis : 17 avril 2014 (Festival du film de Tribeca 2014)
  - Israël : 26 juin 2014

## Distribution
- Dana Ivgy : Zohar
- Nelly Tagar : Daffi
- Shani Klein : Rama
- Heli Twito : Livnat
- Meytal Gal : Liat
- Tamara Klingon
- Yonit Tobi

## Distinctions

### Récompenses
- Festival du film de Tribeca 2014 :
  - Meilleur film
  - Nora Ephron Prize pour Talya Lavie
- Ophirs du cinéma 2014 :
  - Meilleur réalisateur pour Talya Lavie
  - Meilleure actrice pour Dana Ivgy
  - Meilleur scénario pour Talya Lavie
  - Meilleur montage pour Arik Leibovitch
  - Meilleur casting pour Orit Azoulay
  - Meilleure musique pour Ran Bagno

### Nominations
- Ophirs du cinéma 2014 :
  - Meilleur film
  - Meilleures actrices dans des seconds rôles pour Nelly Tagar et Shani Klein
  - Meilleure direction artistique pour Ron Zikno
  - Meilleurs maquillages pour Maya Grastal
  - Meilleur son pour Asher Milo et Itzik Cohen
- Women Film Critics Circle Awards 2014 :
  - Meilleur film étranger à propos des femmes
  - Meilleure distribution féminine